# جاك غوردون (ممثل)
جاك غوردون (بالإنجليزية: Jack Gordon)‏ هو ممثل بريطاني، ولد في 27 يونيو 1985 في بيدفوردشير في المملكة المتحدة.

## أعمال

### أفلام
- (2011) المنتقم الأول

## وصلات خارجية
- جاك غوردون على موقع IMDb (الإنجليزية)
- جاك غوردون على موقع قاعدة بيانات الفيلم (الإنجليزية)